# Hungária fürdő
A Hungária fürdő, jelenleg Continental hotel Budapest VII. kerületében, a Dohány utcában álló, egykor nagy múltú közfürdő volt. Pest városának harmadik jelentős, az 1820-as évektől működő fürdőházaként ismert. Mára csupán a Dohány utca 44. szám alatti, műemléki védelem alatt álló, 1910-ben emelt szecessziós épület felújított homlokzatrésze és csarnoka látható. A fürdőépület jelentős része elpusztult.

## Története

### A fürdő
Az 1820-as években a Hungária fürdő helyén állt telek tulajdonosa, Gamperl András selyemkereskedő kútásás közben ásványi sókban gazdag hideg vizet fedezett fel, s 1827. május 23-án nyitotta meg a Gamperl-féle Vasfürdőt. Az 1838-as pesti árvíz azonban elmosta ezt az első épületet, s az újjáépült fürdőt az 1840-es évektől kezdték Hungária néven emlegetni a pestiek. Ekkor és egészen az 1920-as évekig a fürdő még a Wesselényi, a Nyár és a Klauzál utca által határolt hatalmas tömbből állt (a mai Dohány utca 42. és 46. szám alatti telkeken). 1890 körül a Nyár utca felőli szárnyat Novák Imre tervei szerint jelentősen átépítették, és kibővítették a korábban mindössze tizenöt káddal üzemelő fürdőházat.
1897-ben a Ringer család vásárolta meg a több fürdőszobával, négy vendégszobával és pihenőkerttel is rendelkező Hungária fürdőt, és a kor követelményeinek megfelelő, modern fürdőkomplexummá alakította át. A Nyár utca felől nyílt a kőfürdő, a hatvan kád- és a négy gőzfürdő, a Klauzál utca felől pedig a gyógyvizes népfürdő várta a vendégeket, ezerötszáz kabinnal, büfével és külön ún. divatosztállyal.
1907-ben Ágoston Emil készített terveket a 44. számú telken felépítendő impozáns, korszerű fürdőházra. 1910-ben adták át a többemeletes, bécsi szecessziós stílusú épületet, amelyben a korábban megszokott fürdőhelyiségek mellett egy úszóversenyek lebonyolítására is alkalmas, oszlopos úszócsarnok is helyet kapott. Az uszoda üvegkupolája mechanikusan mozgatható volt, amelyet szép idő esetén széttoltak, hogy a vendégek a szabad ég alatt fürdőzhessenek.

### Az épület pusztulása
Az 1920-as években a Hungária fürdő az Ingatlanbank tulajdonába került. A fürdő Nyár utcai szárnyában csakhamar megnyitották a Continental szállót, a Klauzál utca felőli népfürdőt lebontották, és helyére 1929-ben Vágó László tervei alapján art deco stílusú, hatemeletes bérházat emeltek (ma Dohány utca 46.). A megmaradt szecessziós épületrészben Kamara mozgó néven filmszínházat nyitottak, amely az 1950-es évektől több, rövidebb ideig működő színháznak adta át a helyét. Itt tartotta előadásait a Bányász (később Honvéd) Színház, a Fővárosi Nagy Varieté, legvégül a Tarka Színpad 1963-ig. 1965-től a szomszédos Continental szálló használta az egyre romló állapotú egykori Hungária fürdő néhány helyiségét, de miután 1970-ben a szálló bezárta kapuit, a fürdőépület is egyre elhagyatottabb lett.
Az 1980-as évekre az épület állapota életveszélyessé vált, a fürdő belső terét díszítő csempéket és majolikákat elhordták, az üvegkupola megsemmisült, s az épületben hajléktalanok rendezték be menedékhelyüket. A már romos épület azonban ebben az időszakban több alkalommal is művészettörténeti jelentőségre tett szert: 1988-ban az Eldorádó című filmben Falusi Mariann és Lang Györgyi (a későbbi Pa-Dö-Dö együttes duója) adott elő itt egy rövid dalocskát. Majd 1989-ben, a Fiatal Művészek Stúdiója segítségével, a később Újlak Csoport néven ismertté vált művészcsoport itt lépett fel először.
1996-ban egy külföldi érdekeltségű cég vásárolta meg a telkeket, s egy kétszáztíz szobás, termálvizes szállodát kívánt építeni a Hungária fürdő és az egykori, mára földig rombolt Continental szálló helyén – a fürdő főhomlokzatának és első lépcsőházának megtartásával. 2001 szeptemberében az illetékes hatóságok nem járultak hozzá a bontáshoz, és garanciákat kértek az épület főhomlokzatának és első lépcsőházának megóvására vonatkozóan. A városképvédelmi bizottság felszólította a beruházót, hogy fél éven belül végezze el az állagmegóvási feladatokat. Az állagmegóvás nem történt meg, sőt, a tulajdonos korábbi bontási munkálatainak következményeként a hátsó uszodarész összedőlt, így 2002 nyarán az épületet életveszélyessé nyilvánították, s a tulajdonost a hátsó traktus teljes lebontására kötelezték.
2004 nyarán a Kulturális Örökségvédelmi Hivatal elrendelte a zsidónegyed területén lévő veszélyeztetett épületek, így a Hungária fürdő ideiglenes védettségét, 2005. február 7-én pedig műemlékké nyilvánították az épület megmaradt részét.

## Az új Continental hotel
2008-ban elbontották a régi szálloda még megmaradt romjait és a helyére új épületet emelt a Zara szállodalánc. A Hungária fürdő kapuzatát és belső íves csarnokát – amely a hotel főbejárataként és aulájaként funkcionál – eredeti állapotában felújították. A négycsillagos Continental Hotel Zara 2010. június 15-én nyílt meg.

## Galéria
- A Hungária fürdő 1910-ben
- A Hungária fürdő homlokzata a rekonstrukció előtt
- A lebontásra ítélt hátsó traktus 2007 januárjában
- Homlokzati részlet
- Ami a belső tér majolikadíszeiből megmaradt
- Az új Continental hotel
- A felújított főbejárat
- A főbejárat fölötti, fürdőzőket ábrázoló, 2010-ben rekonstruált dombormű (Krisztián Sándor műve)

## Külső hivatkozások
- A szálloda honlapja
- A Fővárosi blog tudósítása